# Роберт Коул
Роберт Дж. Коул (англ. Robert G. Cole; 19 березня 1915, Форт Сем Х'юстон, Техас, США — 18 вересня 1944, Бест, Голландія) — герой Другої світової війни, один з двох солдатів 101-ї повітряно-десантної дивізії, які нагороджені Медаллю Пошани.

## Біографія
Роберт Коул народився у Форт Сем Х'юстон, недалеко від міста Сан-Антоніо, штат Техас в сім'ї військового лікаря. Закінчив школу ім. Томаса Джефферсона в 1933 році і почав службу в Збройних силах США 1 липня 1934 року. 26-го червня 1935 року вступив у Військову академію у Вест-Пойнті.
Коул закінчив академію в 1939 році і повернувся додому, де одружився з Аллою Мей Вілсон. Пізніше, в 1939 році, призначений другим лейтенантом 15-ї піхотної дивізії в Форте Льюїс, штат Вашингтон. Потім, в 1941 році, Роберт переведений в 501-й повітряно-десантний полк у Форті Беннінг, штат Джорджія. Завдяки тому, що повітряно-десантні батальйони стали переростати в полки, Коул підвищений до підполковника і став командувачем 3-го батальйону 502-го полку 101-ї повітряно-десантної дивізії, яким керував під час Нормандської операції.

## Висадка в Нормандії
Роберт Коул десантувався разом зі своїм підрозділом в складі американських повітряних десантів в Нормандії. Надвечір 6 червня він зібрав 75 осіб. Разом з ними підполковник захопив вихід 3 Сент-Мартін-де-В'єрвілль у Юта-біч, де зустріли 4-у піхотну дивізію. Далі батальйон Коула прикривав фланг 101-ї повітряно-десантної дивізії.

10 червня Коул привів 400 чоловік зі свого батальйону до греблі з назвою «Дорога Пурпурного Серця». По правій стороні від дамби добре укріплені позиції німців, які вели шквальний вогонь по людях Коула. Загін Коула зазнав величезних втрат.

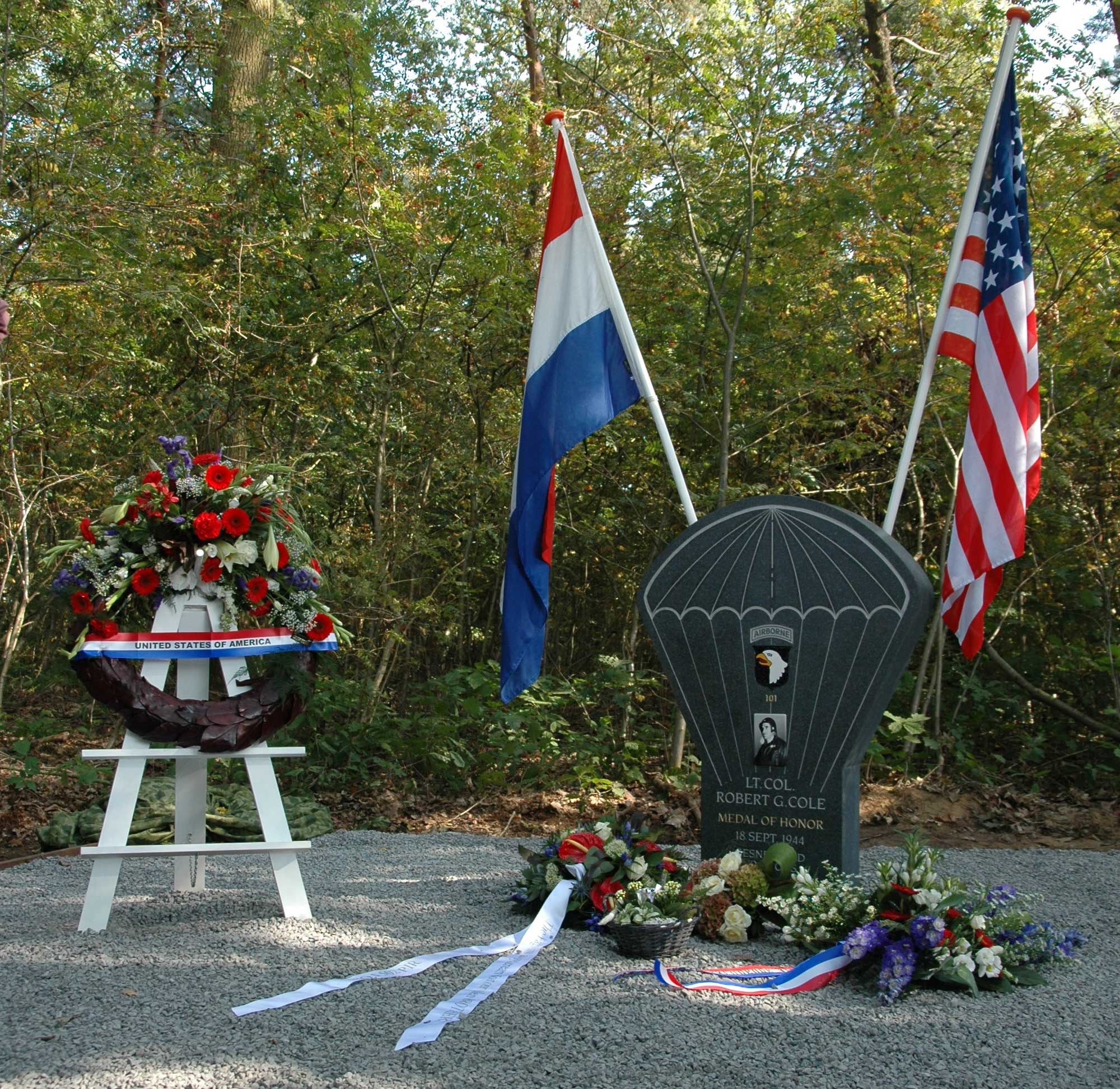
Пам'ятник Роберту Коулу в Бесті, Нідерланди

## Операція «Маркет Гарден»
Брав участь у Голландській операції. 18 вересня 1944 року його батальйон потрапив у німецьку засідку, і Роберт Коул вбитий німецьким снайпером.